# Delphinium neowentsaii
Delphinium neowentsaii är en ranunkelväxtart som beskrevs av Chang Y.Yang. Delphinium neowentsaii ingår i släktet storriddarsporrar, och familjen ranunkelväxter. Inga underarter finns listade i Catalogue of Life.